# زیردریایی زرد (ترانه)
زیردریایی زرد (به انگلیسی: Yellow Submarine) یک آهنگ از گروه راک انگلیسی بیتلز، نوشته شده توسط پل مک کارتنی (ثبت شده با عنوان لنون/مک کارتنی) از آلبوم سال ۱۹۶۶ آن‌ها، هفت تیر است. رینگو استار دیگر عضو گروه، خوانندهٔ آهنگ است. این ترانه دوباره در سال ۱۹۶۹ در دهمین آلبوم گروه با همین نام منتشر شد.

## پرسنل
رینگو استار: خواننده اصلی و پشتیبان، درام 
جان لنون: گیتار آکوستیک، بک وکال، جلوه های صوتی (حباب)، فریاد زدن
پل مک کارتنی :گیتار باس، بک آواز، فریاد زدن
جورج هریسون: تنبور ، بک آواز، جلوه های صوتی (امواج)
مشارکت کنندگان اضافی
نیل آسپینال : بک آواز
Alf Bicknell : جلوه های صوتی ، بک آواز
پتی بوید : خنده، بک آواز
مال ایوانز : درام باس ، بک آواز
ماریان فیتفول:خواننده پشتیبان
برایان جونز :جلوه های صوتی ، اوکارینا ، خواننده پشتیبان
جورج مارتین:خواننده پشتیبان